# Pic Carlit
De Pic Carlit (Frans) of Puig Carlit (Catalaans) is een 2921 meter hoge berg in de oostelijke Pyreneeën in de Franse gemeente Angoustrine-Villeneuve-des-Escaldes. De bergtop vormt het hoogste punt van het departement Pyrénées-Orientales. De naam van de berg is afgeleid van het gelijknamige massief waarin de berg zich bevindt. De berg kent een suboceanisch, relatief koud klimaat met vele storingen die over deze zone trekken. Tussen november en april is het deel van de berg hoger dan 2000 meter gewoonlijk bedekt met een laag sneeuw.

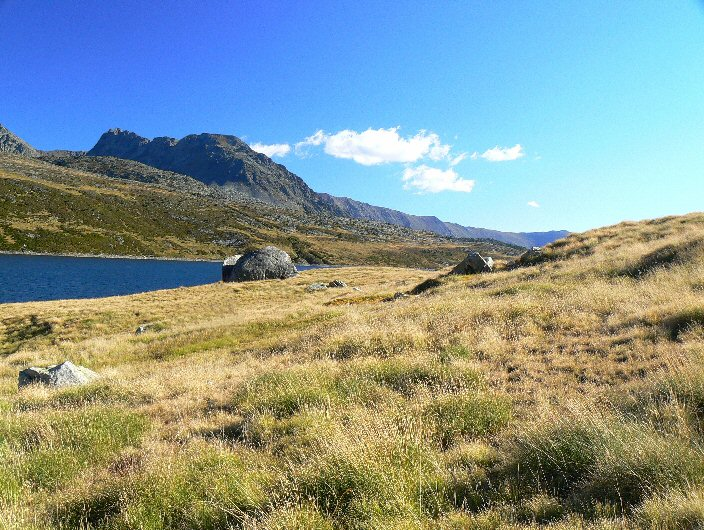
Pic Carlit en omgeving

## Omgeving en hydrografie
Ten noordwesten van de Pic Carlit ligt het bergmeer Estany de Lanòs. Ten oosten liggen een groot aantal kleine meertjes zoals het Estany de Castellar en het Estany de les Dugues. Deze wateren deels af naar het Lac des Bouillouses en deels naar de vallei van Ur via de Rec del Mesclant d'Aigües en de Angostrina-rivier. Ten oosten van deze meertjes ligt het grotere Lac des Bouillouses, van waaruit de rivier Têt ontspringt. Deze stroomt nadien oostwaarts door het departement van de Oostelijke Pyreneeën naar de Middellandse Zee. De Angostrina watert af naar de Segre, een zijrivier van de Ebro die ten zuiden van de Pyreneeën stroomt. Afhankelijk van de drainaige van de meertjes (wel of niet naar het Lac des Bouillouses) ligt de Pic Carlit dus wel of niet op de hoofdwaterscheiding van de Pyreneeën. Deze waterscheidingslijn loopt verder richting westen via de Portella de la Grava, de Puig de la Grava, de Puig Pedros (2842 m) en de Col de Puymorens.

## Natuur
In 2015 werd de omgeving beschermd als Natura 2000-gebied. Bij terreinonderzoek in september 2016 werden onder meer de Pyrenese desman, de Kleine hoefijzerneus en de vis Cottus gobio geïndexeerd..

## Geschiedenis
De eerste beklimming van de top werd uitgevoerd in 1864 door de pyreneist Henry Russell. Hij raakte gefascineerd door het zicht op het Estany de Lanós. In zijn werk waarin hij zijn avonturen in de bergen beschrijft, vermeldt hij: "De pic Carlitte is dankzij zijn isolement en hoogte een van de mooiste toppen van de Pyreneeën".
De Pic Carlit bezit, tezamen met de Canigou het wereldrecord verzicht in rechte lijn met 447 kilometer.